# جاكلين روكي
جاكلين روكي (بالفرنسية: Jacqueline Roque)‏ هي رسامة وعارضة فرنسية، ولدت في 24 فبراير 1926 في الدائرة الرابعة عشرة في باريس في فرنسا، وتوفيت في 15 أكتوبر 1986 في موجينس في فرنسا.